# 兔子，跑吧
《兔子，跑吧》是约翰·厄普代克于1960年出版的小说。小说描绘了一位26岁的前高中篮球明星哈里·“兔子”·安斯特朗（Harry "Rabbit" Angstrom）三个月的生活，他被困在一段没有爱情的婚姻和无趣的销售工作中，试图逃离人生的束缚。该小说后来衍生出几部续作，包括《兔子归来》、《兔子富了》、《兔子安息》，以及2001年的相关中篇小说《兔子追忆》。在这些作品中，厄普代克以幽默而深刻的方式回顾了兔子在20世纪下半叶重大历史事件背景下不断追寻意义的人生。

## 情节概述
哈里·“兔子”·安斯特朗曾是高中篮球明星，如今26岁，在推销一种名为“魔力削皮器”（MagiPeeler）的厨房器具。他与曾在他打工商店里担任售货员的珍妮丝结婚，如今她已怀孕。他们住在宾夕法尼亚州布鲁尔（Brewer）郊区的“法官山”（Mount Judge），育有一名两岁的儿子尼尔森。哈里对中产阶级的家庭生活感到无法忍受，一时冲动离家出走，驾车南下“逃离”。但在途中迷路后，他返回家乡，却不愿回家，而是拜访了他的高中篮球教练马蒂·托瑟罗（Marty Tothero）。
当晚，哈里与托瑟罗及两名女子共进晚餐，其中一位露丝·伦纳德（Ruth Leonard）是兼职妓女。哈里与露丝开始了一段为期两个月的恋情，并搬入她的公寓。而珍妮丝则搬回娘家居住。当地的圣公会牧师杰克·埃克尔斯（Jack Eccles）试图劝说哈里回归家庭。但哈里一直与露丝同住，直到他得知她曾与他高中时期的死对头罗尼·哈里森（Ronnie Harrison）有过一夜情。愤怒之下，哈里诱使露丝为他口交。就在同一晚，他得知珍妮丝临盆在即，遂离开露丝前往医院探望妻子。
哈里与珍妮丝和解，搬回家中，与刚出生的女儿丽贝卡·琼（Rebecca June）团聚。某日早晨，哈里去教堂做礼拜，在送牧师的妻子露西回家后，误解对方请他进去喝咖啡是性暗示。当他以已有妻子为由婉拒时，露西愤怒地把门甩上。哈里回到家中，因女儿出生而感到喜悦，试图与珍妮丝重归于好。他鼓励她喝点威士忌，却误判她的情绪，在她产后身体尚未恢复的情况下强迫发生性关系。遭拒后，珍妮丝斥责他将她当作妓女，哈里则自慰并射在她身上，随后离家欲与露丝重修旧好。然而他发现露丝的公寓已空，便在一家旅馆过夜。
第二天早晨，珍妮丝仍因受到哈里的伤害而情绪低落，醉酒后不慎将女儿丽贝卡·琼溺死在浴缸中。除了哈里之外的主要人物很快得知此事，聚集在珍妮丝父母家中。稍后，哈里打电话给埃克尔斯牧师，询问自己回家的可能性，牧师在通话中告诉了他女儿的死讯，哈里遂返回家中。随后托瑟罗拜访哈里，表示他一直追寻的东西也许并不存在。在丽贝卡·琼的葬礼上，哈里的内外冲突激化，导致他突然大声宣称自己对婴儿的死无罪，并从墓地逃跑，牧师埃克尔斯紧追不舍，直到哈里在途中迷路。
哈里最终回到露丝身边，得知她怀孕了。哈里对她没有堕胎感到欣慰，但他仍不愿与珍妮丝离婚。在试图挽回与露丝关系的最后一搏中，哈里打算找到她并做出空洞的承诺。
最终，哈里再次离开露丝，始终未能抓住他渴望的人生感觉。小说在哈里命运未卜中结束。